# Arran Hoffmann
Arran Karl Hoffmann (ur. 28 sierpnia 1902 w Berlinie, zm. 18 czerwca 1990 w Honolulu) – niemiecki strzelec, olimpijczyk.

## Życiorys
Hoffmann wystąpił na Letnich Igrzyskach Olimpijskich 1936 w jednej konkurencji, którą był karabin małokalibrowy leżąc z 50 m. Zajął w niej 44. pozycję.
Na początku II wojny światowej wyjechał do Stanów Zjednoczonych. W 1940 roku otrzymał amerykańskie obywatelstwo, po czym przeniósł się na Hawaje.

## Wyniki

### Igrzyska olimpijskie
| Igrzyska    | Konkurencja                       | Wynik    | Miejsce | Źródło |
| ----------- | --------------------------------- | -------- | ------- | ------ |
| Berlin 1936 | Karabin małokalibrowy leżąc, 50 m | 288 pkt. | 44      | [ 1 ]  |